# Ficus theophrastoides
Ficus theophrastoides är en mullbärsväxtart som beskrevs av Berthold Carl Seemann. Ficus theophrastoides ingår i släktet fikonsläktet, och familjen mullbärsväxter. Inga underarter finns listade i Catalogue of Life.